# Ligier JS37
O  JS37 é um modelo da Ligier na temporada de 1992 da Fórmula 1. Condutores: Thierry Boutsen e Érik Comas.

## Resultados[1]
(legenda) 
| Ano  | Chassi | Motor            | Pneus | N° | Pilotos         | 1   | 2   | 3   | 4   | 5   | 6   | 7   | 8   | 9   | 10  | 11  | 12  | 13  | 14  | 15  | 16  | Pontos | Posição |  |
| ---- | ------ | ---------------- | ----- | -- | --------------- | --- | --- | --- | --- | --- | --- | --- | --- | --- | --- | --- | --- | --- | --- | --- | --- | ------ | ------- |  |
|      |        |                  |       |    |                 |     |     |     |     |     |     |     |     |     |     |     |     |     |     |     |     |        |         |  |
|      |        |                  |       |    |                 | RSA | MEX | BRA | ESP | SMR | MON | CAN | FRA | GBR | GER | HUN | BEL | ITA | POR | JPN | AUS |        |         |  |
| 1992 | JS37   | Renault RS3C V10 | G     | 25 | Thierry Boutsen | Ret | 10  | Ret | Ret | Ret | 12  | 10  | Ret | 10  | 7   | Ret | Ret | Ret | 8   | Ret | 5   | 6      | 8º      |  |
| 1992 | JS37   | Renault RS3C V10 | G     | 26 | Érik Comas      | 7   | 9   | Ret | Ret | 9   | 10  | 6   | 5   | 8   | 6   | Ret | NQ  | Ret | Ret | Ret | Ret | 6      | 8º      |  |